# Madan Mohan Khurana
Madan Mohan Khurana fue un diplomático, indio.
- En 1941 fue comisionado a la Ejército Indio Británico.
- Entró al Ejército Nacional Indio en Malasia.
- En octubre de 1948 enrtró al Indian Foreign Service.
- De octubre de 1948 a 1953 fue segundo secretario de Comisión en Puerto España (Trinidad y Tobago) y Singapur.
- En 1953 fue designado primer secretario de Comisión en Singapur.
- Del 18 de abril al 24 de abril de 1955 en participó en la Conferencia de Bandung.
- De 1956 a 1959 fue primer secretario de Alta Comisión en Nairobi.
- En 1959 fue designado Comisionado adjunto en Salisbury.
- De 1960 a 1963 fue Encargado de negocios en Helsinki.
- De 1963 a 28 de agosto de 1967 fue consejero en Bonn.
- De 28 de agosto de 1967 al agosto de 1971 fue Alto Comisionado en Blantyre.
- De agosto de 1971 a julio de 1974 fue embajador en Buenos Aires.
- De 28 de septiembre de 1974 a 29 de enero de 1977 fue Alto Comisionado en Puerto Louis.[1]